# Terminátor: Sötét végzet
A Terminátor: Sötét végzet (eredeti cím: Terminator: Dark Fate) 2019-ben bemutatott spanyol-magyar közreműködéssel készült amerikai sci-fi akciófilm, melyet Tim Miller rendezett, a producerei pedig James Cameron és David Ellison voltak. A film a Terminátor-filmszéria hatodik része, valamint a Terminátor 2. – Az ítélet napja közvetlen folytatása. A főszerepben Linda Hamilton, Arnold Schwarzenegger, Mackenzie Davis, Natalia Reyes, Gabriel Luna és Diego Boneta látható.
Az Amerikai Egyesült Államokban 2019. november 1-jén mutatták be a mozikban, Magyarországon egy nappal hamarabb szinkronizálva, október 31-én jelent meg a Fórum Hungary forgalmazásában.
2019 májusában Cameron bejelentette, hogy a film R-besorolást kap.

## Cselekmény
1998-ban, három évvel a T-1000-es megsemmisítése és a rosszindulatú mesterséges intelligencia (Skynet) öntudatra ébredésének megakadályozása után Sarah Connor és fia, John egy tengerparti bárnál pihennek Livingstonban (Guatemala). Hirtelen megérkezik egy T-800-as Terminátor (amelyet a Skynet törlése előtt küldtek át a jövőből), és brutálisan meggyilkolja Johnt, Sarah szeme láttára.
Huszonkét évvel később, egy fejlett Terminátor modellt, egy úgynevezett Rev-9-et visszaküldik az időben Mexikóvárosba, hogy likvidálja Daniella "Dani" Ramos-t, míg egy kibernetikusan továbbfejlesztett katona, Grace megpróbálja megvédeni tőle. A Terminátor felveszi Dani apjának alakját, így bemegy a gyárba, ahol Dani és testvére, Diego dolgozik, ám Grace átmenetileg megmenti őket és elmenekül velük. A Rev-9 üldözni kezdi őket, kihasználva képességét; kettéválik a kibernetikus endoszkeleton küllemétől, így megöli Diegót, majd a két nőt is próbálja megölni. Azonban megérkezik Sarah Connor (Linda Hamilton), és ideiglenesen blokkolja a Terminátort lőfegyverrel és robbanótöltettel.
Dani, Grace és Sarah megpihennek egy motelben. Sarah elmondja, hogyan találta meg őket; John halála után évek óta SMS-üzeneteket kap a telefonjára egy ismeretlen személytől pontos koordinátákkal és időponttal, mindegyik végén ezzel a szóval: „Johnért!”. Grace megjegyzi, hogy bár sem a Skynet, sem John nem létezett az ő idejében, az emberiséget egy Legion nevű szervezet fenyegette, amelyet kiberháborúk céljára terveztek. Az ő idejében a Legion világszerte megragadta a szerverek irányítását, és az emberiség nem tudta semlegesíteni azt nukleáris eszközökkel, aminek eredményeként nukleáris holokauszt alakult ki, és a szervezet egy globális géphálózatot épített fel az emberi túlélők kiirtására.
Grace képes megkeresni Sarah SMS-üzeneteinek feladóját, így Laredóba mennek (Texas állam), elkerülve a Rev-9-et és a hatóságokat.
Megérkezve a forráshoz, felfedezik a T-800-at (Arnold Schwarzenegger), amely annak idején meggyilkolta Johnt. Feladatának befejezése után kialakult a lelkiismerete, tanult az emberiségtől és beilleszkedett közéjük. Carl néven él, függönyösként dolgozik és családja is van. Megtudva, hogy saját tettei milyen hatással voltak Sarah-ra, úgy döntött, hogy elküldi az üzeneteket, amivel segített Sarah-nak a többi terminátor elpusztításában. A csapat ezután megtervezi Rev-9 csapdáját.
Ennek érdekében katonai fokozatú EMP-t kell keresniük, ami egy elektronikus fegyver. A Rev-9 rájuk talál és arra kényszerülnek, hogy eltérítsenek egy katonai repülőgépet a meneküléshez, de az EMP megsemmisül a lövöldözés alatt. A repülés során Grace azt is feltárja, hogy Dani lesz az ellenállás jövőbeli parancsnoka, és az emberiség megmentője. A Rev-9 ismét a nyomukra bukkan egy másik repülőgéppel, majd arra kényszeríti a csapatot, hogy ugorjanak ki a gépből, ahonnan egy vízerőműhöz zuhannak.
A földre érkezve Carl és a Rev-9 küzdenek egymással a vízben, a Rev legyőzi Carlt és Dani után ered. Grace-nek sikerül feltartania a Rev-9-et, míg Dani és Sarah menekülnek. A csapat újra találkozik Carllal és betörnek az erőműbe, ahol úgy döntenek, hogy nem menekülnek tovább a Rev-9 elől. Carl és Grace egy forgó turbinához nyomják, ami ledarálja a Rev külső burkolatát.  Az ezt követő robbanás során Grace súlyosan megsebesül. A halála előtt azt mondja Daninak, hogy az energiaforrását használja fel a Rev-9 sérült endoszkeletonjának elpusztításához. A Rev megtámadja Danit, de Carl visszafogja őt; Dani használja Grace energiaforrását. Carl végül önmagát és a Rev-9-et a mélybe veti egy szegélyről, majd a földre esnek. Az erőmag felrobban és mindketten megsemmisülnek.
Valamikor később Dani titokban figyeli Grace-t gyerekként egy parkban, és Sarah-val elhatározzák, hogy megakadályozzák a halálát. A duó ezután elindul, majd Sarah azt mondja Daninak, hogy jobban fel kell készülnie.

## Szereposztás
| Szereplő | Színész               | Magyar hang            |
| --- | --------------------- | ---------------------- |
| Sarah Connor, a gépek (Skynet) elleni háborúban, a jövőbeli emberi ellenállás vezetőjének, John Connornak édesanyja. Mostanra egy idősebb, ősz hajú nő, aki egyedül maradt fia halála után; vadászik a terminátorokra. Mivel már korábban találkozott ilyen gépekkel, nem kedveli Carlt és Grace-t. | Linda Hamilton        | Fehér Anna             |
| Terminátor (T-800/101) / Carl A Skynet által visszaküldött Terminátor, egyike azoknak a Terminátoroknak, akit visszaküldtek az időben, hogy megölje John Connort. Miután végrehajtotta a tervét, saját életet kezdett, és családja lett. Később segít Sarah-nak és Grace-nek megvédeni Danit. | Arnold Schwarzenegger | Gáti Oszkár            |
| Grace, egy katona 2042-ből, akit az ellenállás parancsnoka, Daniella Ramos mentett meg és küldött vissza az időben. A Daniella által kiképzett Grace-t kiborggá alakították, hogy később megmentse az életét. A Legion technológiájával kiegészítve érzékeli a gépeket, amikor közel vannak. Miután az ellenállás megnyerte a háborút, Daniella elküldi Grace-t, hogy megvédje fiatalabb önmagát a Legion új, fejlett Terminátor prototípusától. Ezután megtudja a kezdeti idővonalat, miután találkozik Sarah Connorral és a Skynet túlélő T-800-asával, Carllal. Annak ellenére, hogy Carl terminátor, és amit Sarah fiával tett, barátként bízik benne. | Mackenzie Davis       | Peller Mariann         |
| Daniella "Dani" Ramos, fiatal mexikói nő, akit az új terminátor likvidálni akar. | Natalia Reyes         | Csuha Bori             |
| Rev-9, egy fejlett terminátor prototípus, aki a Legion-től származik és visszaküldték az időben, hogy likvidálja Dani-t. A testét hagyományos szilárd endoszkeleton "mimetikus polialloid" borítja, a Rev-9 emellett képes elválasztani ezt a két komponenst két különálló, teljesen autonóm terminátor egységre. Ezenkívül a Rev-9 képes intelligens viselkedést mutatni, és fel tudja venni más emberek alakját. | Gabriel Luna          | Ember Márk             |
| Diego Ramos, Dani bátyja | Diego Boneta          | Jakab Márk             |
| Vincente Ramos, Dani és Diego apja | Enrique Arce          | Dolmány Attila         |
| Alicia, Carl felesége | Alicia Borrachero     | Mezei Kitty            |
| Rigby | Steven Cree           | Horváth-Töreki Gergely |
| Dean őrnagy | Fraser James          | Jászberényi Gábor      |
| Flacco | Ferran Fernández      | Berkes Bence           |
| Felipe Gandal, Dani nagybátyja, aki segít átmenni a határon | Tristán Ulloa         | Csík Csaba Krisztián   |
| William Hardell, Grace parancsnoka az ellenállás idején | Tom Hopper            | Sarádi Zsolt           |
| Cesar Mateo, Carl mostohafia | Manuel Pacific        | Pál Dániel Máté        |
| Brenner ügynök | Lorna Brown           | Ligeti Kovács Judit    |
| Craig | Stuart McQuarrie      | Kapácsy Miklós         |
| Miguel | Daniel Ibáñez         | Kenéz Ágoston          |
| Grace gyerekként | Stephanie Gil         | Tóth Mira              |
| Julia | Tábata Cerezo         | Mentes Júlia           |
| Gyógyszerész | Daniel Ortiz          | Király Adrián          |
| További magyar hangok |                       |                        |
| Bárány Virág, Bolla Róbert, Bordás János, Czifra Krisztina, Czirják Csilla , Fehér Péter, Fehérváry Márton, Hám Bertalan, Kereki Anna, Kisfalusi Lehel, Laudon Andrea, Maday Gábor, Maszlag Bálint, Mikecz Estilla, Mohácsi Nóra, Németh Attila István, Nikas Dániel, Novkov Máté, Potocsny Andor, Rada Bálint, Seder Gábor, Sörös Miklós, Tarr Judit, Téglás Judit, Törköly Levente, Trencsényi Ádám |                       |                        |

A pletykákra reagálva, melyek szerint Michael Biehn visszatér a Terminátor – A halálosztó és a Terminátor 2. – Az ítélet napja kivágott verziójában alakított Kyle Reese szerepébe, Biehn egy interjúban megerősítette, hogy nem szerepel a filmben.
Jude Collie játssza a fiatal John Connort, Edward Furlong arcának CGI-jével. Aaron Kunitz pedig a hangját adja Connornak. (magyar hangja: Tóth Márk)